# マシ・マシ
「マシ・マシ」は、2016年11月30日にキューンミュージックから発売されたNICO Touches the Wallsの20枚目のシングル。

## 概要
表題曲はテレビアニメ『ハイキュー!! 烏野高校 VS 白鳥沢学園高校』の主題歌。初回生産限定盤は大ジャケ仕様になっており、特典として「ハイキュー!!」ワイドキャップステッカーが封入されている。ミュージックビデオにはプロバレーボーラーの柳田将洋選手と山内晶大選手が出演している。
オリジナルアルバムには未収録になっている。

## 収録内容

### 通常盤
1. マシ・マシ 
  - テレビアニメ『ハイキュー!! 烏野高校 VS 白鳥沢学園高校』のエンディングテーマ。
  - 10月22日に配信で先行解禁[2]。
  - インタビューで「あとはきみしだい」は、バンドにとってのメッセージでもあると語っている[3]。また、聞き手のモチベーションに訴えかける温かみのあるメッセージにすることも意識したという[3]。
  - 前回タイアップになった「天地ガエシ」同様、ラーメン二郎に関するワードがタイトルになっている。
2. MOROHA IROHA
3. 太陽手に月は心の両手に（Cover)
4. マシ・マシ　TVsize

通常盤初回仕様「ハイキュー!!」描き下ろしスリーブ付き。

## 初回生産限定盤
1. マシ・マシ
2. MOROHA IROHA
3. 太陽手に月は心の両手に（Cover）
4. マシ・マシ　 Instrumental

DVD「マシ・マシ」Music Clip & Special Movie 